# 延岡市立南方中学校
延岡市立南方中学校（のべおかしりつ みなみかたちゅうがっこう）は、宮崎県延岡市細見町にある公立中学校。

## 沿革
1947年5月、東臼杵郡南方村において南方国民学校高等科に代わる新制中学校として開設された。1955年に南方村が延岡市へ編入されたのに伴い、延岡市立に改称された。2015年4月、延岡市立上南方小学校と一貫教育（延岡市立上南方小中学校）を開始した。

### 年表
- 1947年5月 - 南方村立南方中学校として開校。（現在の延岡植物園がある敷地内。1970年代まで旧校舎は残っていた）
- 1955年4月 - 延岡市への編入により延岡市立南方中学校に改称。
- 1963年4月 - ベビーブームによる生徒数の増加、西階開発により、延岡市立西階中学校、南方中学校に分離。現在の地に新設。なお、同中学校の行事（入学式等）は、前身の回数を引き継いでいる。
- 2015年4月 - 当時隣接していた延岡市立上南方小学校敷地に、中学部棟を新設し、小中一貫校である延岡市立上南方小中学校が開校する[2][3]。
- 一貫校となって以降は、入学式は小学部中学部が同日に行なわれる。回数は一貫校になってからの回数。
- 入学式は同日1回で行なうが、卒業式は中学部が3月16日にて固定日。小学部は他の市立と同様3月25日前後に実施する。卒業証書の番号は、中学部・小学部共前身の学校の番号を引き継いでいる。

生徒数の減少要因は、出生率の低下の他、事実上の居住校区内通学制の撤廃により、クラブ活動目的や大学進学目的で私立中などに校区外進学する生徒が増えてきたことにもよる。

## 概要
- 生徒数57名
- 学級数各学年1クラス
- 職員数13名（非常勤講師3名を含む）

（2013年4月1日時点）

## 通学区域・進学前小学校
- 上南方小学校通学区域（かっこ内の地区は、公民館や営農集会所を独自に所有し行政掌握上、区分されている）

| - 小川町（黒仁田地区含む） - 岡元町 | - 貝の畑町 - 高野町（一部小峯町区からも登校可であった） | - 平田町 - 細見町（上野地区含む） | - 舞野町 - 行縢町（茂須野地区含む） | - 上三輪町（樫谷・伊原・鹿越地区） - 中三輪町 |

## 校区内の主な施設
- 延岡市立上南方小学校
- 延岡植物園（厳密には現在の校区内ではない：吉野町）ただし、旧南方中学校は現在の延岡植物園の敷地に存在した）
- 岩熊井堰
- 北方延岡道路
- 舞野インターチェンジ
- 舞野ゴルフ練習場（ショートコース併設）：2013年10月閉鎖
- 九州西濃運輸株式会社 延岡営業所
- 国道218号
- 宮崎県むかばき青少年自然の家
- 延岡舞野郵便局
- 延岡農協平田支店（細見支所は2005年10月に平田支所と合併し廃止された。また平田支店も2018年2月に南方支店と合併。現在はATMのみが稼動。）
- 社会福祉法人みのり会 特別養護老人ホーム みのり園（岡元町）
- 社会福祉法人みのり会 みのり園デイサービスセンター（岡元町）
- 南方地域包括支援センター（岡元町）
- 社会福祉法人上南方福祉会 なるたき保育園（舞野町）
- 舞野地区多目的研修センター（舞野町）
- ひでじビール行縢醸造所（行縢町）
- ダチョウ園（舞野町）
- 行縢神社（行縢町）
- 曹洞宗妙光寺（小川町）
- 曹洞宗地福寺（上三輪町）
- 南方古墳群（舞野町）
- 西部処分場（上三輪町）

## 郷土芸能
- むかばき臼太鼓踊り保存会

## 著名な関係者

### 出身者・居住者
- 35代 木村庄之助（大相撲立行司）
- 笠江友和　元レーシングドライバー
- 甲斐王 元延岡市議会議員（小川町）
- 佐藤正人　元延岡市議会議員（舞野町）トップ当選2回
- 平田信広　現延岡市議会議員（岡元町）
- 佐藤誠　現延岡市議会議員（舞野町）
- 高橋英士　現岡山県県会議員（平田町）